# Meeting de Paris 2023
Das Meeting de Paris 2023 war eine Leichtathletik-Veranstaltung, die am 9. Juni im Stade Charléty in der französischen Hauptstadt Paris stattfand und Teil der Diamond League war. Es war dies das vierte Meeting dieser Veranstaltungsreihe.

## Ergebnisse

### Männer

#### 100 m
| Platz | Athlet             | Land | Zeit (s) |
| ----- | ------------------ | ---- | -------- |
| 1     | Noah Lyles         | USA  | 09,97    |
| 2     | Ferdinand Omanyala | KEN  | 09,98    |
| 3     | Letsile Tebogo     | BOT  | 10,05 SB |
| 4     | Yohan Blake        | JAM  | 10,16    |
| 5     | Ronnie Baker       | USA  | 10,17    |
| 6     | Benjamin Azamati   | GHA  | 10,20    |
| 7     | Marcell Jacobs     | ITA  | 10,21 SB |
| 8     | Mouhamadou Fall    | FRA  | 10,22    |

Wind: −0,9 m/s

#### 800 m
| Platz | Athlet                       | Land | Zeit (min)    |
| ----- | ---------------------------- | ---- | ------------- |
| 1     | Emmanuel Wanyonyi            | KEN  | 1:43,27 WL PB |
| 2     | Marco Arop                   | CAN  | 1:43,30 SB    |
| 3     | Slimane Moula                | ALG  | 1:43,38 PB    |
| 4     | Djamel Sedjati               | ALG  | 1:43,40 PB    |
| 5     | Benjamin Robert              | FRA  | 1:43,48 PB    |
| 6     | Wyclife Kinyamal             | KEN  | 1:43,56 SB    |
| 7     | Azeddine Habz                | FRA  | 1:43,90 PB    |
| 8     | Yanis Meziane                | FRA  | 1:44,78 PB    |
| 9     | Andreas Kramer               | SWE  | 1:44,85 SB    |
| 10    | Emmanuel Korir               | KENs | 1:47,71 SB    |
|       | Patryk Sieradzki (Pacemaker) | POL  | DNF           |

#### 110 m Hürden
| Platz | Athlet             | Land | Zeit (s)  |
| ----- | ------------------ | ---- | --------- |
| 1     | Grant Holloway     | USA  | 12,98 WL  |
| 2     | Just Kwaou-Mathey  | FRA  | 13,09 PB  |
| 3     | Jamal Britt        | USA  | 13,14 =SB |
| 4     | Daniel Roberts     | USA  | 13,14 SB  |
| 5     | Wilhem Belocian    | FRA  | 13,20 SB  |
| 6     | Freddie Crittenden | USA  | 13,26     |
| 7     | Jason Joseph       | SUI  | 13,29     |
| 8     | Eric Edwards       | USA  | 13,32     |

Wind: −0,5 m/s

#### 400 m Hürden
| Platz | Athlet            | Land | Zeit (s) |
| ----- | ----------------- | ---- | -------- |
| 1     | CJ Allen          | USA  | 47,92    |
| 2     | Wilfried Happio   | FRA  | 48,26 SB |
| 3     | Trevor Bassitt    | USA  | 48,28 SB |
| 4     | Ludvy Vaillant    | FRA  | 48,60 SB |
| 5     | Kyron McMaster    | IVB  | 48,65 SB |
| 6     | Khallifah Rosser  | USA  | 13,26    |
|       | Abderrahman Samba | QAT  | DNF      |

#### 3000 m Hindernis
| Platz                               | Athlet                         | Land | Zeit (min)    |
| ----------------------------------- | ------------------------------ | ---- | ------------- |
| 1                                   | Lamecha Girma                  | ETH  | 7:52,11 WR MR |
| 2                                   | Ryūji Miura                    | JPN  | 8:09,91 NR    |
| 3                                   | Daniel Arce                    | ESP  | 8:10,63 PB    |
| 4                                   | Abrham Sime                    | ETH  | 8:10,73 PB    |
| 5                                   | Mohamed Amin Jhinaoui          | TUN  | 8:12,19 NR    |
| 6                                   | Benjamin Kigen                 | KEN  | 8:13,49 SB    |
| 7                                   | Víctor Ruiz                    | ESP  | 8:13,89 PB    |
| 8                                   | Abraham Kibiwot                | KEN  | 8:16,13       |
| 9                                   | Anthony Rotich                 | USA  | 8:16,27 PB    |
| 10                                  | Amos Serem                     | KEN  | 8:16,94 SB    |
| 11                                  | Fernando Carro Morillo         | ESP  | 8:17,06 SB    |
| 12                                  | Djilali Bedrani                | FRA  | 8:21,70       |
| 13                                  | Topi Raitanen                  | FIN  | 8:22,00 SB    |
| 14                                  | Hailemariyam Amare             | ETH  | 8:25,25 SB    |
| 15                                  | Tegenu Mengistu                | ETH  | 8:30,23 SB    |
| 16                                  | Osama Zoghlami                 | ITA  | 8:31,88       |
|                                     | El Mehdi Aboujanah (Pacemaker) | ESP  | DNF           |
| Lawrence Kemboi Kipsang (Pacemaker) | KEN                            | DNF  |               |

#### Weitsprung
| Platz | Athlet               | Land | Weite (m) |
| ----- | -------------------- | ---- | --------- |
| 1     | Miltiadis Tendoglou  | GRC  | 8,13      |
| 2     | Simon Ehammer        | SUI  | 8,11      |
| 3     | Murali Sreeshankar   | IND  | 8,09      |
| 4     | Jules Pommery        | FRA  | 7,90 SB   |
| 5     | William Williams     | USA  | 7,87      |
| 6     | Maykel Massó         | CUB  | 7,83      |
| 7     | Thobias Montler      | SWE  | 7,82      |
| 8     | Emiliano Lasa        | URU  | 7,71      |
| 9     | Erwan Konaté         | FRA  | 7,63      |
| 10    | Jean-Pierre Bertrand | FRA  | 7,31      |

### Frauen

#### 200 m
| Platz | Athletin           | Land | Zeit (s) |
| ----- | ------------------ | ---- | -------- |
| 1     | Gabrielle Thomas   | USA  | 22,05 SB |
| 2     | Abby Steiner       | USA  | 22,34    |
| 3     | Marie-Josée Ta Lou | CIV  | 22,34    |
| 4     | Dina Asher-Smith   | GBR  | 22,57 SB |
| 5     | Kayla White        | USA  | 22,67    |
| 6     | Jenna Prandini     | USA  | 22,76    |
| 7     | Tamara Clark       | USA  | 22,86 SB |
| 8     | Gémima Joseph      | FRA  | 23,34    |

Wind: −0,4 m/s

#### 400 m
| Platz | Athletin                  | Land | Zeit (s) |
| ----- | ------------------------- | ---- | -------- |
| 1     | Marileidy Paulino         | DOM  | 49,12 MR |
| 2     | Sydney McLaughlin-Levrone | USA  | 49,71 PB |
| 3     | Salwa Eid Naser           | BHR  | 49,95    |
| 4     | Natalia Kaczmarek         | POL  | 50,10    |
| 5     | Lieke Klaver              | NED  | 50,32 SB |
| 6     | Candice McLeod            | JAM  | 50,80 SB |
| 7     | Anna Hall                 | USA  | 50,82 PB |
| 8     | Ama Pipi                  | GBR  | 51,76    |

#### 800 m
| Platz | Athletin                                      | Land | Zeit (min)    |
| ----- | --------------------------------------------- | ---- | ------------- |
| 1     | Keely Hodgkinson                              | GBR  | 1:55,77 WL NR |
| 2     | Ajeé Wilson                                   | USA  | 1:58,16 SB    |
| 3     | Natoya Goule                                  | JAM  | 1:58,23 SB    |
| 4     | Catriona Bisset                               | AUS  | 1:58,44       |
| 5     | Noélie Yarigo                                 | BEN  | 1:58,65 NR    |
| 6     | Halimah Nakaayi                               | UGA  | 1:58,81 SB    |
| 7     | Sage Hurta-Klecker                            | USA  | 1:59,01 SB    |
| 8     | Léna Kandissounon                             | FRA  | 1:59,65 PB    |
| 9     | Gabriela Gajanová                             | SVK  | 1:59,86 PB    |
| 10    | Raevyn Rogers                                 | USA  | 2:00,00 SB    |
| 11    | Agnès Raharolahy                              | FRA  | 2:00,14 SB    |
|       | Patrycja Wyciszkiewicz-Zawadzka (Pacemakerin) | POL  | DNF           |

#### 5000 m
| Platz                       | Athletin                         | Land | Zeit (min)     |
| --------------------------- | -------------------------------- | ---- | -------------- |
| 1                           | Faith Kipyegon                   | KEN  | 14:05,20 WR MR |
| 2                           | Letesenbet Gidey                 | ETH  | 14:07,94 SB    |
| 3                           | Ejgayehu Taye                    | ETH  | 14:13,31 SB    |
| 4                           | Lilian Kasait Rengeruk           | KEN  | 14:23,05 PB    |
| 5                           | Freweyni Hailu                   | ETH  | 14:23,45 SB    |
| 6                           | Margaret Kipkemboi               | KEN  | 14:23,67 PB    |
| 7                           | Lemlem Hailu                     | ETH  | 14:34,53 PB    |
| 8                           | Alicia Monson                    | USA  | 14:34,88 SB    |
| 9                           | Agnes Jebet Ngetich              | KEN  | 14:36,70 PB    |
| 10                          | Grace Loibach Nawowuna           | KEN  | 14:42,63 PB    |
| 11                          | Laura Muir                       | GBR  | 14:48,14 PB    |
| 12                          | Elly Henes                       | USA  | 15:04,54       |
| 13                          | Whittni Morgan                   | USA  | 15:20,59 SB    |
|                             | Beatrice Chepkoech (Pacemakerin) | KEN  | DNF            |
| Tigist Ketema (Pacemakerin) | ETH                              | DNF  |                |
| Hanna Klein                 | GER                              | DNF  |                |
| Sarah Lahti (Pacemakerin)   | SWE                              | DNF  |                |
| Diribe Welteji              | ETH                              | DNF  |                |

#### Hochsprung
| Platz | Athletin              | Land | Höhe (m) |
| ----- | --------------------- | ---- | -------- |
| 1     | Nicola Olyslagers     | AUS  | 2,00 SB  |
| 2     | Vashti Cunningham     | USA  | 1,97     |
| 3     | Angelina Topić        | SRB  | 1,97 NR  |
| 4     | Iryna Heraschtschenko | UKR  | 1,94 SB  |
| 5     | Morgan Lake           | GBR  | 1,93 SB  |
| 6     | Julija Lewtschenko    | UKR  | 1,91 SB  |
| 7     | Nawal Meniker         | FRA  | 1,91     |
| 8     | Anna Hall             | USA  | 1,91     |
| 9     | Nadeschda Dubowizkaja | KAZ  | 1,87 =SB |
| 10    | Elena Vallortigara    | ITA  | 1,79     |
| 11    | Solène Gicquel        | FRA  | 1,79     |

#### Stabhochsprung
| Platz | Athletin           | Land | Höhe (m) |
| ----- | ------------------ | ---- | -------- |
| 1     | Nina Kennedy       | AUS  | 4,77 SB  |
| 2     | Margot Chevrier    | FRA  | 4,71 PB  |
| 3     | Katie Moon         | AUS  | 4,71     |
| 4     | Wilma Murto        | FIN  | 4,61 SB  |
| 5     | Sandi Morris       | USA  | 4,61     |
| 6     | Emily Grove        | USA  | 4,61 SB  |
| 7     | Alysha Newman      | CAN  | 4,46     |
| 8     | Tina Šutej         | SVN  | 4,46     |
| 8     | Katerina Stefanidi | GRC  | 1,87 =SB |
| 10    | Roberta Bruni      | ITA  | 4,46     |
| 11    | Marie-Julie Bonnin | FRA  | 4,31 SB  |
|       | Ninon Chapelle     | FRA  | NMH      |

#### Kugelstoßen
| Platz | Athletin            | Land | Weite (m) |
| ----- | ------------------- | ---- | --------- |
| 1     | Auriol Dongmo       | POR  | 19,72 SB  |
| 2     | Chase Ealey         | USA  | 19,43     |
| 3     | Magdalyn Ewen       | USA  | 19,26     |
| 4     | Danniel Thomas-Dodd | JAM  | 19,25     |
| 5     | Sara Gambetta       | GER  | 19,08 PB  |
| 6     | Song Jiayuan        | CHN  | 19,06     |
| 7     | Jessica Woodard     | USA  | 18,73 =SB |
| 8     | Fanny Roos          | SWE  | 18,44     |
| 9     | Sarah Mitton        | CAN  | 18,36     |
| 10    | Jessica Schilder    | NED  | 17,95     |
| 11    | Adelaide Aquilla    | USA  | 16,96     |

#### Diskuswurf
| Platz | Athletin             | Land | Weite (m) |
| ----- | -------------------- | ---- | --------- |
| 1     | Valarie Allman       | USA  | 69,04 MR  |
| 2     | Sandra Perković      | HRV  | 65,18 SB  |
| 3     | Kristin Pudenz       | GER  | 62,87     |
| 4     | Laulauga Tausaga     | USA  | 62,62     |
| 5     | Mélina Robert-Michon | FRA  | 61,91     |
| 6     | Claudine Vita        | GER  | 61,78     |
| 7     | Daisy Osakue         | ITA  | 59,14     |
| 8     | Amanda Ngandu-Ntumba | FRA  | 56,95     |
| 9     | Liliana Cá           | POR  | NM        |

#### Speerwurf
| Platz | Athletin          | Land | Weite (m) |
| ----- | ----------------- | ---- | --------- |
| 1     | Haruka Kitaguchi  | JPN  | 65,09 SB  |
| 2     | Kelsey-Lee Barber | AUS  | 62,54 SB  |
| 3     | Yulenmis Aguilar  | CUB  | 60,61 SB  |
| 4     | Liveta Jasiūnaitė | LTU  | 60,28     |
| 5     | Christin Hussong  | GER  | 59,14 SB  |
| 6     | Liu Shiying       | CHN  | 58,61     |
| 7     | Mackenzie Little  | AUS  | 58,54     |
| 8     | Maggie Malone     | USA  | 57,67     |
| 9     | Ariana Ince       | USA  | 56,12 SB  |
| 10    | Elina Tzengko     | GRC  | 55,02     |
| 11    | Sigrid Borge      | NOR  | 52,49     |